# 42 cm Gamma Mörser
De 42 cm Gamma Mörser/Gerät (zoals deze bekend was in de Tweede Wereldoorlog), oorspronkelijk de Kurze Marine-Kanone L/16, was een Duitse houwitser, bedoeld voor belegeringen. Het was in een reeks van superzware houwitsers ontwikkeld door Krupp voor de Eerste Wereldoorlog. Tijdens deze oorlog werd het gebruikt om forten in België, Frankrijk en Polen aan te vallen. De enige houwitser die de Eerste Wereldoorlog overleefde werd gebruikt in de Tweede Wereldoorlog voor een aanval op de Maginotlinie en de vesting van Sebastopol.

## Ontwerp en geschiedenis
Voor de Eerste Wereldoorlog begon de Duitse wapenfabrikant Krupp met het ontwerpen van verschillende houwitsers, bedoeld om forten en verdedigingswerken te breken. De Gamma was het derde grote ontwerp in deze serie, vandaar de naam van Gamma-Gerät (Gamma-apparaat); eigenlijk was dit een vergroot 30,5 cm Bèta-Gerät.
Het geheel had een massa van 140 ton. Voor het transport per spoor demonteerde men de houwitser in 10 delen. Het was een Bettungsgeschütz (geschut dat een betonbedding vereist). Dit was een tactische beperking en eiste uitgebreide planning, omdat het beton moest drogen en het een week kon duren voordat de Gamma gedemonteerd werd. Het duurde dan ook nog enkele dagen (zelfs met behulp van een speciale hijskraan) voordat de mortier gebruiksklaar gemonteerd was.
De impuls van de Pruisische Generale Staf om het leger uit te rusten met grote houwitsers kwam van de officier Franz Bauer, die kort na zijn aanstelling in 1905, begon met zijn superieuren te onderhandelen. Hij won snel Erich Ludendorff voor zijn ideeën, en daardoor begon Krupp aan een prototype. In april 1909 was een 42 cm prototype klaar om getest te worden. De test verliep succesvol en men was zelfs van plan om het nieuwe wapen te gebruiken om de Franse verdedigingslinies te doorbreken. Doordat niet iedereen in de Duitse legerleiding enthousiast over het wapen was, werden er slechts 10 Gamma's gemaakt. Ze werden in de Eerste Wereldoorlog vooral gebruikt in België en tegen de Franse forten in Verdun en Toul.

## Variant
In 1912 begon Krupp met het ontwerp van een vergelijke houwitser waarbij transport over de weg een optie was. In december 1913 werden de eerste proefschoten gedaan. Het leger bestelde twee exemplaren die in de herfst van 1914 werden afgeleverd. Ze kregen de officiële naam Kurze Marine-Kanone L/12, maar ze zijn meer bekend als Dikke Bertha's.
10,5 cm leFH 16 · 120 mm Krupp M1905 ·  15 cm sFH 02 · 15 cm sFH 13  · 21 cm Mörser 10  ·  42 cm Gamma Mörser ·  Dikke Bertha